# أندرو ك. هاي
أندرو ك. هاي (بالإنجليزية: Andrew K. Hay)‏ هو سياسي أمريكي، ولد في 19 يناير 1809 في لوويل في الولايات المتحدة، وتوفي في 7 فبراير 1881 في الولايات المتحدة. حزبياً، نشط في حزب اليمين. وقد انتخب عضو مجلس النواب الأمريكي.